# شجرة الإنسان (رواية)
شجرة الإنسان (بالإنجليزية: The Tree of Man)‏ هي رواية للكاتب الأسترالي الحائز على جائزة نوبل باتريك وايت، نشرت عام 1955، لأول مرة عن دار نشر فايكنغ بريس في الولايات المتحدة وآير آند سبوتيسوود في المملكة المتحدة.